# Кибервойны
Кибервойны (кит. 流放化身, Matrix Hunter в Японии на DVD и США, Avatar Exile — рабочее название, Cyber Wars на DVD в США) — сингапурский фильм в жанре science fiction и киберпанк, снятый в 2001 году и выпущенный в 2004 году.

## Сюжет
В близком будущем (2024 год) практически каждый подключён к глобальной сети Киберлинк при помощи вживлённого идентификационного микрочипа.
Преступники, называемые нейроморфами, используют взломанные чипы, известные как «SIM» (Simulated Identity iMplants — симулятор идентификационного имплантата).
Женщина-наёмник Дэш Маккензи с потрясающей репутацией получает заказ на поиск человека, бывшего работника одной из корпораций, купившего SIM. В процессе поисков ей удается обнаружить, что лидерами пяти крупнейших корпораций ведётся «игра» по манипуляции обществом.

## В ролях
- Женевьев О'Рейли — наёмник Дэш МакКензи
- Ван Лоюн — Виктор Хуан, полицейский
- Дэвид Уорнер — Джозеф Лау, глава корпорации
- Джоан Чун Чэнь — мадам Онг, глава корпорации
- Уильям Сандерсон — Райли

## Прокат
В России фильм был показан 15 сентября 2004 по ТВ, в Сингапуре — 7 марта 2005 в кинотеатрах, затем в США, 11 апреля 2006 на DVD. Также фильм был показан в Австралии.